# إسرائيل ريكاردي
إسرائيل ريكاردي (بالإنجليزية: Israel Regardie)‏ (1 نوفمبر 1907 - 10 مارس 1985) كان عالم غيب، كاتب والمساعد الشخصي لـ"آليستر كراولي وناسخه. صاحب مجموعة كتب وتعليقات حول جماعة الفجر الذهبي الهرمسية التي أصابته الشهرة.

## حياته
كان إسمه عند الولادة «فرنسيس إسرائيل ريغودي». ولد في لندن من أب يعمل في صناعة السجاير إسمه بارنيت ريغودي وأم يهودية أرثوذكسية فقيرة. هاجر والداه من مدينة جيتومير الروسية. تغير اسم عائلته إلى ريكاردي بسبب خطاء مطبعي عند تسجيل المعاملات. هاجر مع والديه إلى الولايات المتحدة عام 1912 وعاشوا في واشنطن العاصمة حيث درس الفنون فيها وفي فيلادلفيا. تعلم اللغات على يدي مدرس اللغة العبرية والتي فتحت له أفاق دراسات الكابالا الهرمسية. إنكب على القراة في مكتبة الكونغرس في واشنطن وبدا مهتما الثيوصوفية والفلسفة الهندية واليوغا. كما التحق بجمعية الصليب الوردي الأميركية.

## مهنته
في عام 1928، راسل ريكاردي مؤلف كتاب "سحر (كتاب 3)، أليستر كراولي، الذي دعاه إلى العودة إلى بريطانيا ليعمل كمساعده. افترقا بعد 4 سنيين وابتعد عن كراولي إلا أنه بقي مهتما بأعماله. بعدها، قام ريكاردي بنشر كتبه: "شجرة الحياة" والذي يعتبر مصدرا مهما عن السحر، "حديقة الرمان"، المرجع المهم حول الكابالا والذي اعتمد على الملاحظات التي خطها خلال عمله مع كراولي، و"العين في المثلث". بقي ينشر أعمال كراولي حتى عام 1970.
التحق ريكاردي بجماعة نجمة الصباح عام 1934 والتي تعتبر وريثة جماعة الفجر الذهبي الهرمسية وبعد حل الجماعة، احتفظ بكل وثائقها ثم نشر "كتاب الفجر الذهبي" والذي جعل الأعضاء الأخرين يعادونه لأنه نكث بوعد الحفاظ على الأسرار. مع ذلك، كان للكتاب الأثر الكبير في إنشاء جديد لعالم الغيب الغربي. وبتبرير ما قام به، كتب في كتابه "حديقة الرمان: 
.
في عام 1937، بعمر 30 سنة، عاد ريكاردي إلى الولايات المتحدة ليلتحق بكلية الكايروبراكتك في نيويورك. كما درس علم التحليل النفسي على يدي كليغ وبنديت والمعالج النفسي د. ناندور فودور. تقاعد عام 1981 على عمر 74 سنة، وانتقل إلى سيدونا في أريزونا.
توفي عام 1985 بعمر 77 سنة إثر أزمة قلبية.

## أثره
ريكاردي هم المصدر الأساسي والمعتمد عليه عن كل ما نعرفه عن جماعة الفجر الذهبي. كما أن كتاباته ومريديه الذين دربهم أساس عالم الغيب الغربي الحديث. بالإضافة لمحافظته على معرفتهم، حافظ على سلسلة طقوس الاحتفال بخول المريد إلى الفجر الذهبي في أميركا الشمالية.

## كتبه
- حديقة الرمان
- شجرة الحياة
- مغاماراتي مع الصليب الوردي
- الدعامة الوسطى
- حجر الفيلسوف
- غراميات الماورائيات
- فن ومعنى السحر
- كن أنت، فن الإسترخاء
- أجنحة دايدالوس الجديدة
- 12 خطوة نجو الجلاء الروحاني
- العين في المثلث
- دحرج الحجر بعيدا
- أسطورة أليستر كراولي
- طقوس النجمة الخماسية

## روابط خارجية
- موقع مؤسسة إسرائيل ريكاردي.